# Castillo de Åkerö

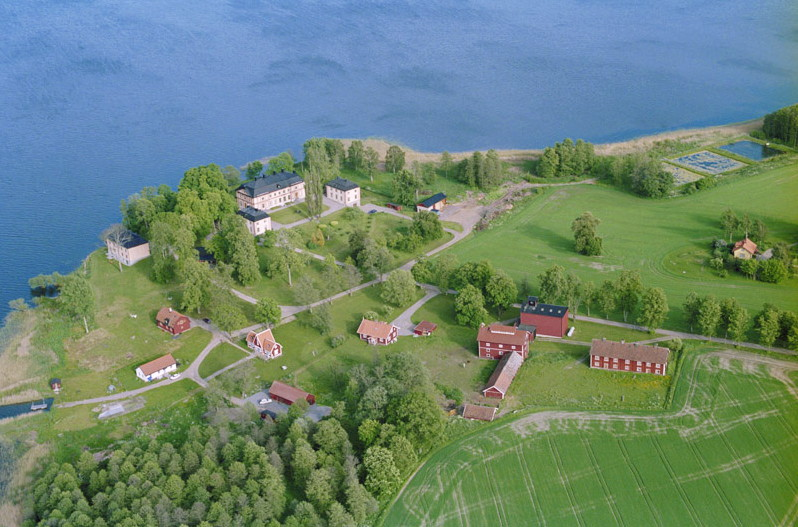
Vista área de Åkerö

El Castillo de Åkerö (Åkerö slott) es una mansión en Södermanland, Suecia. Aunque la hacienda se remonta a la Edad Media, el actual complejo fue encargado en 1748 (completado en 1752-1757) por Carl Gustaf Tessin (1695-1770) y diseñado por Carl Hårleman. Es un buen ejemplo de arquitectura rococó de casas señoriales en Suecia.

## Historia
La hacienda es una de las más antiguas en Södermanland, datando del siglo XIII. Fue mencionada por primera vez en 1281. Durante el siglo XVI, los propietarios del momento, la familia Bielke, erigieron una casa señorial renacentista. Durante ese tiempo, entre 1540 y 1590, perteneció a Anna Bielke. En 1660, unos cien años después, el edificio fue dañado por un incendio y nunca fue completamente restaurado.
En 1748 Carl Gustaf Tessin compró la fincia. Ordenó la demolición de los antiguos y dañados edificios y encargó la construcción de un nuevo edificio según los diseños de Carl Hårleman (fue construido entre 1752-1757). Louis-Joseph Le Lorrain fue comisionado para diseñar los interiores.